# Balla Antal (mérnök)
Balla Antal (Nagykőrös, 1739. december 18. – Nyáregyháza, 1815. szeptember 6.) földmérő és vízépítő mérnök, a 18. század második felének legkiválóbb magyar térképésze, a Duna–Tisza-csatorna első tervének készítője.

## Élete
Balla Gergely krónikaíró fia volt. A bölcseleti tanulmányait Nagyszombatban folytatta, emellett a mérnöki tanfolyamot is elvégezte a szempci Collegium Oeconomicumban. Előbb uradalmi felmérőként dolgozott Nógrád vármegyében, majd 1777-től 1812-ig Pest vármegye mérnökeként.
Számos nagyszabású munkában vett részt, térképet készített Pestről és Szegedről, javasolta egy állandó pesti Duna-híd megépítését. Elkészítette a Dunát a Tiszával összekötő csatorna tervét is, amelyet láthatunk például Karacs Ferenc térképén.
Nemzetközi viszonylatban is figyelemre méltó színvonalú közigazgatási vízrajzi és hajózási térképei közül a legjelentősebbek:
- Tisza–Berettyó völgyének vízrajzi térképe (1777–78),
- pesti Duna-szakasz hajózási térképe (1784),
- Duna–Tisza-csatorna terve (1791),
- Pest vármegye nyomtatásban is megjelent térképe (1793).
- A Pest-Szolnok közt létesítendő Duna–Tisza-csatorna tervét a vármegye megbízásából készítette el, több változatban.

1781-ben javaslatot tett a Tisza átvágásokkal való szabályozására, 1785-től a Hajózási Igazgatóság külső munkatársaként részt vett a vízi utak előzetes felmérésének munkájában. Akusztikai és zeneelméleti kérdésekkel foglalkozó, kéziratban maradt művét magyarul írta: A hangról és annak természetéről (1774).
A Tiszát Szolnoktól Pestig összekötő csatorna tervezetét is ő készítette.

## Munkái
- Disquisitio hydraulico-mechanica, an pons lapideus operis arcuati inter liberas regiasque civitates Budam et Pestinum absque metu intolerabilis Danubii exundationis navigationisque impedimento solide erigi possit? Pestini et Cassoviae, 1784.
- Mappa specialissima juxta recentissimas observationes astronomicas regionibus coeli accomodata. Incl. com. Pest Pilis et Solth artic. unitorum, item Jazygiae, Cumaniaeque majoris et minoris. Viennae. 1793. (Ism. Asbóth János, M. Hirmondó 1795. II. 48. sz.)
- De antiquitate romana in gremio i. com. Pest, Pilis et Solt. Pestini, 1802. (Uo. 1809.)

### Kéziratai
- A. hangról és annak természetéről, nemkülönben az éneklőket és musikusokat vezérlő jelekről, melyeket kotáknak nevezni szoktunk eredetekről és értelmekről irt munkácska. Hangjegyekkel és ábrákkal; és:
- Genealogia primorum principum, ducum Hungarorum et quinquaginta regum Hungariae ab anno 819 usque 1806. Pestini. (Az Országos Széchényi Könyvtárban)